# 谢枋得祠
谢枋得祠，位于北京市西城区法源寺后街1号、3号、5号，是在南宋谢枋得殉难处为纪念他而立的祠堂。现为西城区普查登记文物。

## 历史
谢枋得祠是南宋谢枋得的殉难处。谢枋得，字君直，号叠山。南宋宝祐四年（1256年）与文天祥等人同科中进士。德祐元年（1275年），以江东提刑、江西诏谕使的身份知信州。元朝军队侵犯辖境，战败而城破，谢枋得乃隐居建宁唐石山，后来寓居建阳，靠算命教书为生。南宋灭亡后，在闽中寓居。元朝多次召他出仕，但他坚辞，福建参政魏天祐将他强行送至大都（今北京），在悯忠寺（今法源寺）绝食而亡。门人私谥为“文节”。他留有《叠山集》，存一首词。
明朝景泰年间，经文武大臣及谢枋得同乡奏请，在谢枋得殉难处建谢枋得祠，由江西会馆管理。如今谢枋得祠院内还留有二层小楼一座，原来供奉谢枋得和文天祥像。1990年，被列为宣武区文物保护单位。2004年，被降为宣武区文物暂保单位。
2008年，谢枋得祠的二层小楼被开发商北京天叶信恒房地产开发有限公司拆除大部分。此事引起舆论关注，许多文保专家呼吁保留。谢枋得祠的拆除遂中止。当时宣武区文委执法队现场执法，处罚了开发商。但开发商未按要求修复祠堂。后来该房地产项目几经转手，交由北京华融基础设施投资有限责任公司负责。2012年，北京市文物局安全执法队有关负责人称，谢枋得祠的管理单位“北京华融基础设施投资有限责任公司”尽管已经采取措施，加设部分围挡，但尚未达到文物安全保护要求。2014年，谢枋得祠進行修繕，修繕完工后将對外開放。

## 建筑
如今，谢枋得祠格局基本未变，由坐北朝南的三个院落构成。西院临街设有广亮大门，正房是一座坐北朝南的二层楼。